# 1761 en France
Chronologie de la France
- 1757
- 1758
- 1759
- 1760
- 1761
- 1762
- 1763
- 1764
- 1765

Cette page concerne l’année 1761 du calendrier grégorien.

## Événements
- 7 janvier : comparution des receveurs des tailles de Paris Harvoin et Ledoux et du receveur des vingtièmes de Paris, St-Vaast devant la Cour des aides pour non application de l’arrêt du 12 mars 1760[1].

- 16 janvier :  Lally-Tollendal, après le désastre de Vandavashy, capitule à Pondichéry[2], puis perdent toutes leurs possessions au sud de l’Inde au profit des Britanniques. Le dernier comptoir de la Compagnie française, Mahé, tombe le 10 février[3].

- 27 janvier : Choiseul devient secrétaire d’État de la Guerre (fin en 1770)[4]. Il réorganise l’armée (nouvelle artillerie, abolition de la vénalité des grades, création d’une école militaire) et la marine (construction navale, création d’arsenaux)[5].

- 29 mars : représentations de la Cour des aides contre le retard du paiement des rentes de l’hôtel de ville de Paris[1].
- 31 mars :
  - propositions françaises de paix à la Grande-Bretagne[6].
  - ouverture du procès La Valette. Le père jésuite Antoine de La Valette, qui menait depuis 1741 de fructueuses affaires à la Martinique, est ruiné par la saisie de ses navires par les Britanniques en 1755. Il ne peut pas honorer une grosse créance due à une société commerciale marseillaise. L’avocat janséniste des Marseillais fait remonter l’affaire au Parlement de Paris, qui condamne l’ordre des jésuites à verser un million et demi de livres tournois aux plaignants (8 mai), qui n’en verront pas la couleur. Au cours du procès, l’abbé Chauvelin dénonce le despotisme jésuitique et réclame que les constitutions de l’ordre soient soumises au Parlement (17 avril). Après l’échec de diverses tentatives de conciliation du Conseil d’en haut, le Parlement adopte les conclusions du conseiller janséniste L’Averdy (arrêt du 6 août 1762) : elles interdisent aux jésuites le recrutement des novices et la prononciation de nouveaux vœux ; leurs congrégations et groupements sont dissous ; leurs collèges devront fermer dans un délai d’un an[7],[8].

- 7 avril-8 juin : prise de Belle-Île-en-Mer par les Britanniques[9].
- 13 avril : déclaration rédigée par le receveur des tailles à Paris François Joseph Harvoin. Les cours des aides obtiennent à nouveau la compétence sur la capitation taillable. Pour obtenir la levée du troisième vingtième, le contrôleur général Bertin accepte de fondre les rôles de capitation dans ceux de la taille. Le contentieux des deux impôts est rendu intégralement aux élections et à la cour des Aides. Le contentieux du vingtième et de la capitation non taillable reste à l’intendant[1]. Dans les remontrances de la Cour des aides du 20 juin contre le sursis au dépôt des rôles de vingtième autorisé par la déclaration du 13 avril, Malesherbes critique en profondeur le système fiscal, informant Louis XV que « contre son intention, le despotisme est établi dans son Royaume en matière d’imposition »[10].
- 24 avril : l’intendant de Franche-Comté Bourgeois de Boynes, désavoué par Choiseul, doit démissionner[11].

- 8 mai : condamnation des Jésuites par le Parlement de Paris[8].
- Mai, juillet et novembre : création de rentes viagères au capital de 40 millions de livres et 900 000 livres de rentes perpétuelles au capital de 30 millions sur les droits sur les cuirs, remboursables avec prime sous forme de loterie[1].

- 4 juin : l’ambassadeur Stanley arrive à Paris ; reprise des pourparlers de paix entre la France — représentée par l’ambassadeur Étienne-François de Choiseul — et la Grande-Bretagne[12].
- 16 juin : une déclaration prolonge le troisième vingtième pour deux ans et double la capitation non taillable[1].
- 19 juin : enregistrement d’un édit du mois de mai qui autorise l’ordre du Saint-Esprit de faire un emprunt de deux millions de livres[13].

- 31 juillet : le comte de la Marche tient un lit de justice en Cour des aides pour l’enregistrement des textes de juin et juillet[1].

- 8 août : Turgot est nommé intendant de la généralité de Limoges[1] (fin en 1774).
- 15 août : nouveau Pacte de famille entre les Bourbons de France, d’Espagne, de Sicile et de Parme qui se promettent assistance mutuelle en cas de menace. Il est conclu par Choiseul et le marquis de Grimaldi afin de freiner l’expansion britannique. La France obtient l’appoint de la marine espagnole[3].

- 13 octobre : 

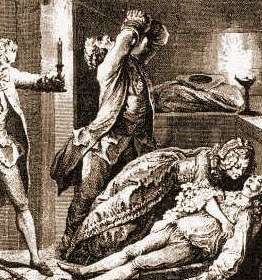
14 octobre : découverte du cadavre de Marc-Antoine Calas.

  - Berryer est nommé garde des sceaux (fin le 15 août 1762)[14].
  - suicide par pendaison de Marc-Antoine Calas[15].
- 15 octobre : Choiseul devient secrétaire d’État à la Marine (fin le 6 avril 1766)[16].
- 17 octobre : Choiseul-Praslin est nommé secrétaire d’État aux Affaires étrangères (fin en 1766)[14].
- 29 octobre : prorogation pour six ans des quatre sols pour livre du vingtième du 7 juillet 1756[1].

- 13 novembre : ouverture du procès contre la famille Calas, porté par les Capitouls de Toulouse. Voltaire défend Jean Calas, un huguenot condamné sans preuves pour avoir tué son fils qu’il soupçonnait de vouloir se convertir au catholicisme (fin en 1765)[15].
- Novembre : création de 4 millions de rentes viagères à 10 % sur les Aides, Gabelles, et cinq grosses Fermes[1].

- 17 décembre : ouverture à Paris du procès de l’Affaire du Canada[17].
- 30 décembre : déclaration royale sur la taille tarifée dans la généralité de Limoges, prorogée pour trois ans[1].

- « Doutes proposés à l’auteur de la théorie de l’impôt », de Pesselier[1].
- « La physiocratie ou constitution essentielle du gouvernement le plus avantageux pour le genre humain » Dupont de Nemours[1].